# Ковальчук Костянтин Миколайович
Костянти́н Микола́йович Ковальчу́к (нар. 9 червня 1994 — пом. 16 липня 2014) — солдат Збройних сил України, учасник російсько-української війни.

## Життєпис
Народився 1994 року в Лисогірці Кодимського району Одеської області. У малолітньому віці залишився без матері, його виховував батько. Закінчив Кодимське професійно-технічне аграрне училище. Військовослужбовець військової служби за контрактом, старший стрілець, 28-ї окремої механізованої бригади.
Загинув у бою в прикордонному селі Маринівка (Шахтарський район). Колона з 3 БМП заїхала в село й натрапила на російських терористів. У машину старшого лейтенанта Василя Новака влучив снаряд з танка. Тоді ж загинули молодший сержант Андрій Майданюк, солдати Костянтин Ковальчук і Віталій Шум.
Перебував в списку зниклих і полонених. Тіло військовослужбовця було ідентифіковане за тестом ДНК у Запоріжжі. Похований в селі Смолянка Кодимського району Одещини 22 вересня 2014-го.

## Нагороди та вшанування
- 15 травня 2015 року — за особисту мужність і героїзм, виявлені у захисті державного суверенітету та територіальної цілісності України, вірність військовій присязі під час російсько-української війни, відзначений — нагороджений орденом За мужність III ступеня.[2]
- У серпні 2016-го в Кодимському агроПТУ відкрито пам'ятні дошки випускникам Сергію Бедрію, Костянтину Ткачуку, Віталію Ткачу.